# Pablo Lechuga
Pablo Lechuga Rodríguez (Jaén, 16 augustus 1990) is een Spaans voormalig wielrenner die in 2014 reed voor Euskadi. In 2012 reed hij namens Andalucía de Ronde van Spanje, maar stapte hij in de zestiende etappe af.

## Overwinningen
2014
1e etappe Ronde van Gironde (ploegentijdrit)

## Resultaten in voornaamste wedstrijden
| Jaar | Ronde van Italië | Ronde van Frankrijk | Ronde van Spanje |
| ---- | ---------------- | ------------------- | ---------------- |
| 2012 |                  |                     | opgave           |

## Ploegen
- 2010 –  Andalucía-Cajasur
- 2011 –  Andalucía-Caja Grenada
- 2012 –  Andalucía
- 2014 –  Euskadi

Aberasturi · Aristi · Barbero · Etxeberria · Iturria · Larrinaga · Lechuga · Mínguez · Orbe · Txoperena · Zuazubiskar · Irisarri (stagiair) · San Sebastián (stagiair)